# Pseudicius koreanus
Pseudicius koreanus är en spindelart som beskrevs av Wesolowska 1981. Pseudicius koreanus ingår i släktet Pseudicius och familjen hoppspindlar. Inga underarter finns listade i Catalogue of Life.